# Beinn Bhreac (Argyll and Bute)
Beinn Bhreac är ett berg i Storbritannien.   Det ligger i kommunen Argyll and Bute och riksdelen Skottland, i den nordvästra delen av landet, 600 km nordväst om huvudstaden London. Toppen på Beinn Bhreac är 466 meter över havet, eller 163 meter över den omgivande terrängen. Bredden vid basen är 3,1 km. Beinn Bhreac ligger på ön Jura.
Terrängen runt Beinn Bhreac är huvudsakligen kuperad, men åt nordväst är den platt. Havet är nära Beinn Bhreac åt nordväst.Trakten runt Beinn Bhreac består i huvudsak av gräsmarker.